# Шенвьер-ле-Лувр
Шенвьер-ле-Лувр (фр. Chennevières-lès-Louvres) — муниципалитет во Франции, в регионе Иль-де-Франс, департамент Валь-д'Уаз. Население — 218 человек (1999). Муниципалитет расположен на расстоянии около 26 км северо-восточнее Парижа, 36 км восточнее Сержи.

## Демография
Динамика населения (Cassini и INSEE):